# Onthophagus lallieri
Onthophagus lallieri là một loài bọ cánh cứng trong họ Bọ hung (Scarabaeidae).